# Dank (Oman)
Dank (arabisch ضنك, DMG Ḍank) ist eine Kleinstadt mit 13.729 Einwohnern (Stand: Zensus von 2020) im Sultanat Oman. Dank liegt im Inner-Oman und an der Verbindungsstraße nach Yanqul. Dank ist administrativ auch ein Wilaya des Gouvernements az-Zahira.